# Evangelická církev augsburského vyznání ve Slovinsku

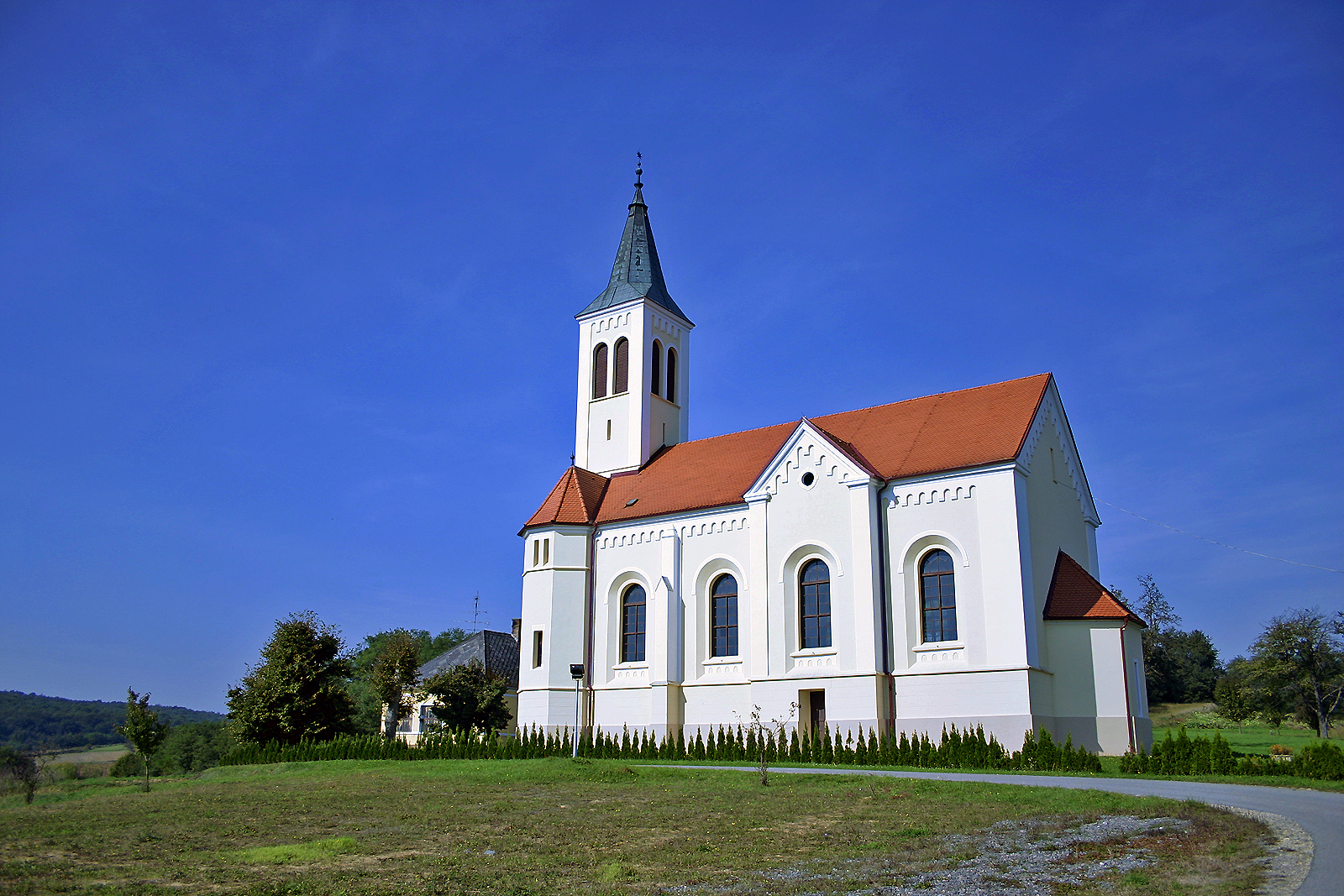
Evangelický kostel v obci Domanjševci

Evangelická církev augsburského vyznání ve Slovinsku (slovinsky Evangeličanska cerkev Augsburške veroizpovedi v Sloveniji) je luterskou denominací a největší protestantskou církví ve Slovinsku.
K církvi se hlásí asi 18 000 věřících, kteří jsou sdružení ve třinácti sborech. Většina sborů se nachází na severovýchodě země v oblasti Prekmurje. Evangelická církev augsburského vyznání ve Slovinsku je členkou Světové luterská federace a Konference evropských církví.
Byla založena v 16. století, kdy Primož Trubar přeložil Lutherův katechismus a Nový Zákon do slovinštiny. Dále Jurij Dalmatin přeložil celou Bibli. Za protireformace přežívala slovinská evangelická církev ve dvou obcích, Šurdu a Čobinu.
Novodobá evangelická církev existuje nepřetržitě od 18. století. V 19. století němečtí evangelíci založili své církevní obce v Lublani, Celji a Mariboru. Po druhé světové válce nebylo možné obnovit evangelickou církev, ale v 50. letech bylo dovoleno obnovit obce v Lublani a Mariboru.
Dnes existuje evangelická církev v celkem 13 církevních obcích:
- Apače
- Bodonci
- Domanjševci
- Gornji Petrovci
- Gornji Slaveči
- Hodoš
- Križevci
- Lendava
- Lublaň
- Maribor
- Moravske Toplice
- Murska Sobota
- Puconci